# Austrochaperina basipalmata
Austrochaperina basipalmata és una espècie de granota que viu a Papua Nova Guinea.